# 黄桑乡
黄桑乡，是中华人民共和国湖南省怀化市麻阳苗族自治县下辖的一个乡镇级行政单位。

## 行政区划
黄桑乡下辖以下地区：
黄桑村、旧县村、燕溪村、黄坪村、观察村、湖池村、郑家潭村、空石溪村、军田村、石婆田村、岩湾村、老冲村、桂竹溪村、梓木冲村、河洛村、大塘村和亲爱村。